# 国分寺町 (薩摩川内市)
国分寺町（こくぶんじちょう）は、鹿児島県薩摩川内市の町。旧薩摩郡川内町国分寺町、川内市国分寺町。郵便番号は895-0073。人口は1,657人、世帯数は690世帯（2020年10月1日現在）。

## 地理
薩摩川内市の西部に位置している。字域の北方には高城町、北方から東方にかけては中郷町、中郷、東方には原田町、西方には御陵下町、南方には大小路町にそれぞれ接している。
字域の南端を国道267号が東西に通っており、肥薩おれんじ鉄道線が北西に通っている。
西部には薩摩国分寺跡史跡公園がある。薩摩国府跡と薩摩国分寺跡が発掘されており、1.5ヘクタールが国の史跡となっている。中央台地に国府、国分、下台、後牟田の4集落が密集している。

### 字名の由来
「国分寺町」という町名は、薩摩国分寺の遺跡があることに由来している。

## 歴史
1940年（昭和15年）2月10日に鹿児島県公報に掲載され、同日に施行された「 薩摩郡川内町、町名改稱竝區域變更」（鹿児島県告示）により「同郡同町大字大小路ヲ廢止シ其ノ區域中（中略）字當田、中當田、前迫、下台、大都、國分、西原、追田、石走島、鴨ヶ迫、杉山、藝ノ尾、後牟田、字後田ノ内（番地一覧略）ノ區域ヲ国分寺町（コクブンジチヨウ）ト」することが鹿児島県知事によって許可され、薩摩郡川内町大字大小路のうち字當田、中當田、前迫、下台、大都、國分、西原、追田、石走島、鴨ヶ迫、杉山、藝ノ尾、後牟田の全域及び字後田ノ内の一部の区域を以て川内町の町「国分寺町」が設置された。翌日の2月11日には薩摩郡川内町が単独で市制施行し川内市となった。
2004年（平成16年）10月12日に川内市、東郷町、入来町、祁答院町、樋脇町、下甑村、上甑村、鹿島村、里村が新設合併し薩摩川内市が設置された。この市町村合併に伴い設置された法定合併協議会において川内市の町・字については「現行通りとする。」と協定されたため、名称の変更は行われずに薩摩川内市の町となった。

### 字域の変遷
| 変更後           | 変更年             | 変更前             |
| ---------------- | ------------------ | ------------------ |
| 国分寺町（新設） | 1940年（昭和15年） | 大字大小路（一部） |

## 文化財

### 国指定
- 薩摩国分寺跡（記念物（史跡））[12]
1944年（昭和19年）11月13日に塔跡のみが「薩摩国分寺塔跡」として国の史跡に指定され、1976年（昭和51年）6月16日に史跡範囲の追加指定と「薩摩国分寺跡」への指定名称変更、1982年（昭和57年）10月14日に史跡範囲の追加指定がなされた[13]。

### 市指定
- 薩摩国分寺層塔（有形文化財（歴史資料））[14]

## 人口
以下の表は国勢調査による小地域集計が開始された1995年以降の人口の推移である。
| 年                 | 人口  |
| ------------------ | ----- |
| 1995年（平成7年）  | 1,370 |
| 2000年（平成12年） | 1,472 |
| 2005年（平成17年） | 1,648 |
| 2010年（平成22年） | 1,584 |
| 2015年（平成27年） | 1,519 |
| 2020年（令和2年）  | 1,657 |

## 施設

### 公共
- 川内葬斎場やすらぎ苑[20]
- 薩摩国分寺跡史跡公園

### 寺社
- 菅原神社

## 小・中学校の学区
市立小・中学校に通う場合、学区（校区）は以下の通りとなる。
| 町丁     | 番地 | 小学校                 | 中学校                   |
| -------- | ---- | ---------------------- | ------------------------ |
| 国分寺町 | 全域 | 薩摩川内市立可愛小学校 | 薩摩川内市立川内北中学校 |

## 交通

### 道路
一般国道
- 国道267号